# شارلوت آندر
شارلوت آندر (آلمانی: Charlotte Ander; زاده ۱۴ اوت ۱۹۰۲ – درگذشته ۵ اوت ۱۹۶۹) هنرپیشه اهل آلمان بود. وی بین سال‌های ۱۹۲۱ تا ۱۹۵۴ میلادی فعالیت می‌کرد.
از فیلم‌ها یا برنامه‌های تلویزیونی که وی در آن نقش داشته‌است می‌توان به دانتون و وین، شهر موسیقی اشاره کرد.